# 志田浜
志田浜（しだはま）は、福島県の中央に位置する猪苗代湖の北東側にある浜。

## 概要
磐梯高原とならび福島県を代表する観光地の猪苗代湖で最大級の賑わいを見せる浜。上戸浜の北西1kmほどの場所に位置し、磐梯朝日国立公園に属する。付近の松林からは松林越しに磐梯山の美しい景色を見ることができる。

## 観光地として
標高が514mと高く近隣の都市より涼しいため避暑地を兼ねた湖水浴場として知られ、観光案内などで紹介されることが多い。
湖水浴場としてはさほど遠浅ではなく、また会津盆地にあり真夏日にならないと水がやや冷たいという欠点はあるものの、国道49号沿いにあるなど交通の便が良いため、マリンスポーツなど夏の湖水浴シーズンを中心に賑わいを増す。湖水浴シーズン中はゼビオグループにより海の家ならぬ湖の家が設置されることがある。
付近には土産物店やボート乗り場、レストラン、ホテルなどが立ち並び、一日中楽しむことができる観光地として年間を通して家族連れなどの観光客が多い。また、すぐ隣にはキャンプ場（バンガローあり）もあることからキャンプ地として知られ、七月中旬から八月下旬まで付近には色とりどりのテントが並ぶ。
かつては大型の遊覧船が発着していた。現在は小型の船のみが運行している。

## アクセス
- すぐ脇を国道49号が走っており郡山方面からのアクセスにも恵まれている。
- 広大なレストハウスの駐車場が用意されている。
- JR磐越西線
  - 猪苗代湖畔駅（臨時駅）※2007年度より営業していない。
  - 関都駅より徒歩約20分。
  - 磐梯東都バスが路線バスを運行していた時期もあった。

## その他
- 猪苗代湖畔マラソン大会のスタート地点であり毎年9月に開催されている。
- 志田浜温泉は猪苗代町壷場字浜にある温泉、単純泉で42度。
- 白鳥飛来地で有名な白鳥ヶ浜は車で5分程度である。